# Xã Bancroft, Quận Freeborn, Minnesota
Xã Bancroft (tiếng Anh: Bancroft Township) là một xã thuộc quận Freeborn, tiểu bang Minnesota, Hoa Kỳ. Năm 2010, dân số của xã này là 976 người.